# 臺灣原住民族泛靈信仰
臺灣原住民族傳統信仰和大多數傳統宗教一樣，被歸類為泛靈信仰（包含自然崇拜及祖靈崇拜），隸屬於南島信仰體系的一部分。他們認為天地世間的萬物、自然現象和祖先都有神靈的存在。 在臺灣傳統信仰裡面，祖靈常被認為最能影響人的吉凶禍福，台灣人相信祖靈會保護人的農作物和渔獵收穫豐盛，因此最受臺灣人的敬畏。
通常來說，祭師在信仰活動中佔有重要的位置，除了主持祭典儀式的進程，並與神靈進行溝通，也是歷史、神話和傳說的詮釋者，主導著信仰和宇宙觀。
而在臺灣原住民族宇宙觀當中又可分為了『六界』（依族群差異也會有所不同），分別為：創造神及眾神的居所『神界』；祖神及祖靈的居所『上界』；生人靈魂暫時的居所『人界』；死者靈魂的暫時居所『中界（或路途）』；死者靈魂的永久居所『冥界』；惡靈及惡神的居所『下界』。以及介於『中界』通往『上界』，用以劃分祖靈及死靈的彩虹橋。
以下簡述臺灣原住民族的泛靈信仰。

## 一神信仰

### 泰雅語族
泰雅語族為泰雅族、太魯閣族、賽德克族的合稱，泰雅語族信仰著超自然一神論的Utux（不同部落也稱為rutux或lyutux）。
在神話中Utux涵蓋這世上所有存在，其中又可分為「天上的神靈（utux karat）」、「地上的神靈（utux dxgal）」和「祖先的神靈（utux rudan）」三種位格。有須要加以區分的時候，會稱之為「善靈」或「惡靈」 。其中最重要的祭拜對象是祖靈，也就是與自己有親密關係的過世親人，例如父母、祖父母、外祖父母等的神靈，因此要指定某個特定的祖靈，就在utux後面加上祖先的名字。
- 其他

1. 泰雅語族人擁有著“今生之後，還有來世”的概念（非輪迴轉世），認為跨越彩虹橋將會抵達永生的世界。
2. 在"人神契約"的典故當中，擁有與創世記裡，伊甸園極其相似的情節。

對於utux的分類(僅代表部分的泰雅語族部落)
- 天上的神靈
  - 唯一的神靈-Utux
    - 凱亞爾：天
    - 拉海加爾：地
    - 提米努：命運
- 地上的神靈
  - 生靈
- 祖先的神靈
  - 祖靈（祖先，類似北歐英靈的存在）
  - 亡靈（祖先，未成為祖靈的鬼）
    - 善靈
    - 惡靈

#### 太魯閣族
提米努（Utux tmninun，編織的神靈）的概念可能是由太魯閣族開始，認為人的生命是由Utux編織而成。過去的信仰認為提米努的能力，僅能够編織有人、動物和植物的生命，無法編織山川河流等事物，然而對於提米努的真實身份，究竟是自己的祖先或其他神靈，存在不同的說法。而在當代太魯閣族的感恩祭（mgay bari），utux tmninun與基督教上帝有相似之處，而被標舉出來賦予新的意義。

#### 賽德克族
1、賽德克族的始祖起源說僅有『樹生』傳說，是由名為波索康夫尼（Pusu Qhuni）的神靈樹，誕生出最初的賽德克族人。
2、賽德克族人遵循與Utux（神靈）及祖先的所訂的契約，因而擁有名為“Gaya”的戒律:36。

### 華武壟族/虎尾壟族
華武壟族的宗教信仰，為一神論信仰而非祖靈崇拜，他們敬奉世界萬物的創造者海伯（Haibos），並認為海伯擁有一體兩面（兩個面向）的形象，善的一面被稱為Mario haibos，惡的一面被稱為Rapis haibos。
在一年當中有特定的節期稱為Mian（酋長過世整個部落也會舉行數日的紀念活動），除外他們也有女祭司稱為Ma-arien或Ma-aries（男、女祭司），這些祭司會舉行宗教儀式稱為Lumala。至於儀式舉行的情況不詳。
除了上述的神祇和祭司以外，華武壟人也非常注重特定鳥類所帶來的神喻。這個鳥稱為亞當鳥（Adam），此鳥略小於麻雀，色彩豐富，長尾巴，原住民由這此鳥預測吉凶，如果啼叫兩次或4次叫表示厄運，但若啼叫1、3、5次，則表示成功與好運，如果啼叫的次數多於這些數目，就根據單或雙數表示更大的好運或厄運。
基督宗教進入華武壟地區之後，有些基督宗教的神學觀念也隨著進入華武壟社會。而海伯也在基督信仰的宣傳下成為背叛上帝並竊取創世功績的墮天使/魔鬼。

#### 巴布薩族/貓霧拺族
- 世界的創造者/創造神-海伯（Haibos）：
- 東螺番太祖：報馬仔服飾為原漢融合，位於彰化東螺祖廟天后宮。
- 彰山宮：原稱「番社王爺宮」池府千歲

## 多神信仰

### 阿美族
阿美族是個多神信仰的民族，所有的活動、病痛均有其專屬的神靈，且每一個神靈都有固定的方位，祭拜時均朝正確的方向膜拜，不得有失誤。日本宗教社會學者古野清人指出，阿美族與其他原住民的不同點，在於阿美族具有發展更深遠且複雜的多神系譜。
阿美族人信仰的核心稱為卡瓦斯（Kawas），泛指一切神、鬼、祖先、動物、植物和人的靈魂。異民族的神或妖怪等也稱為kawas。在諸神之中有兩個特別重要的信仰——太陽（Ina）和月亮（Mama）。Ina是女神Fdongi的本體，Mama是男神Malataw的本體，兩神共同管理宇宙的生命循環。阿美族人相信大自然的山川、草木、空氣、礦物、土地等是人類的父母，也相信一切的鳥、獸、魚、蟲是人類的兄弟。

### 卑南族
卑南族的宗教具有多神傾向，神靈已系統化、人格化，有雕刻的神像。

### 達悟族
達悟族人的宇宙觀與臺灣本島的其他族群有所不同，共分為八個層次（其餘族群則為六個層次/“六界”），其中天界則有五層，掌管陸地、海洋、食物、生命等，而不同等級的神靈居住不同層次的天。

### 撒奇萊雅族
撒奇萊雅族的為多神信仰，並將把世上一切的神靈分為四個部分，第一部分為“Malataw信仰”、第二部分為“Dongi信仰”、第三部分為『Baba laki信仰』、第四部分為『Dito信仰』。

### 排灣族
排灣族的超自然與多神祇的信仰，是排灣族的宗教觀及其支族有石生、竹生、太陽卵生、蛇生、壺生、犬生等各種不同的民族起源傳說。
他們把一切的神靈和鬼靈統稱為cemas/tsemas，具有善與惡、有神力與無神力的分別，族人主要祭祀善良且有神力的神祇。

#### 箕模族
民族起源傳說：
某日神 Kadao 由天降下，生三枚蛋於池內，狗見蛋而不停吠叫，池水漸漸減少，貓來抓這三枚蛋，蛋破而生一女二男，這就是基模的祖先。數年後，日神再次降臨 Kadziaka 生下青色蛋。蛋自然破開生出男兒，為排灣族人的祖先。

### 魯凱族

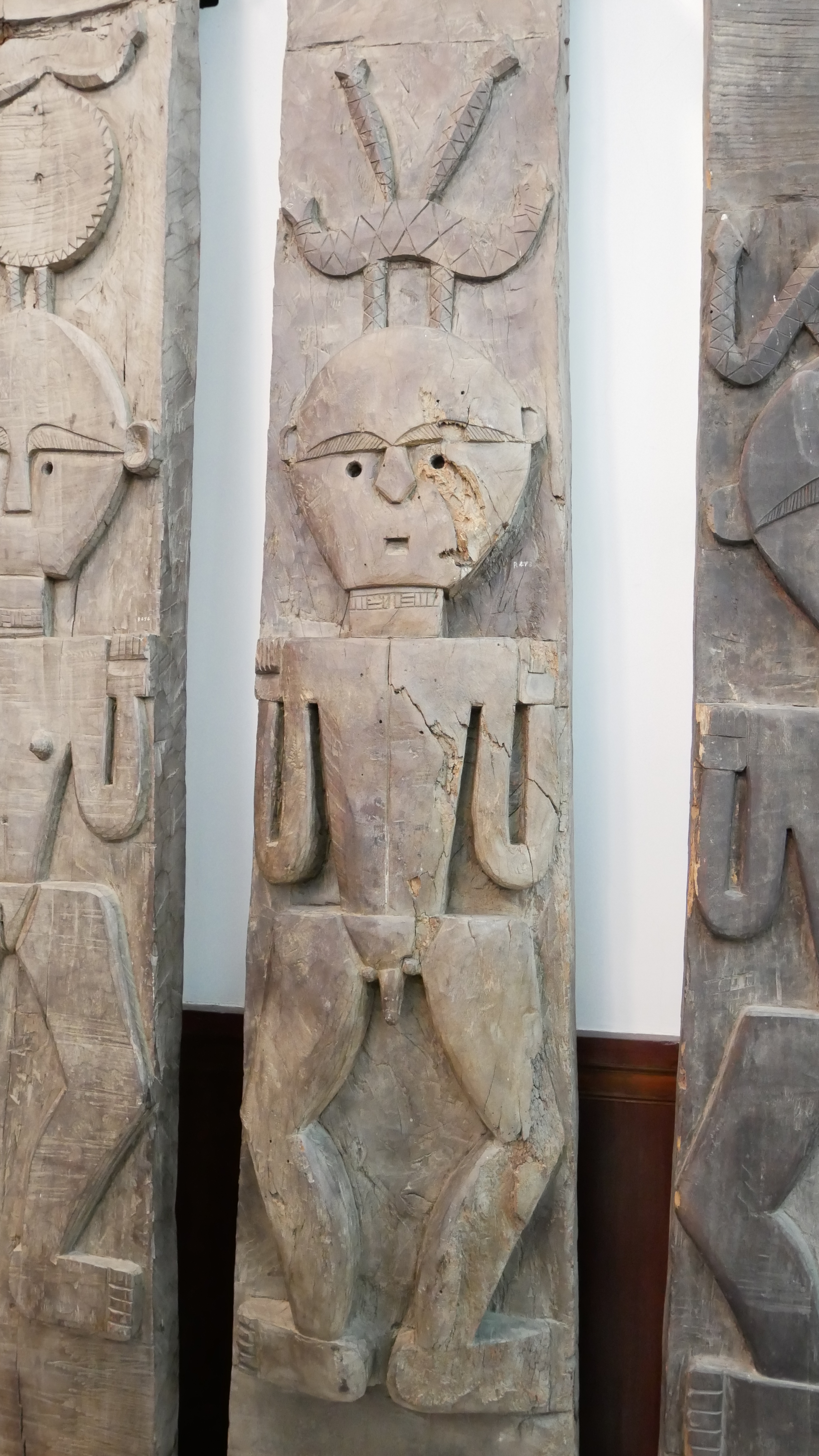
魯凱族大南群男性祖先木雕柱

魯凱族的信仰中，擁有造物主的觀念，並且在山川、河流、日月都有各司專責的多神信仰。與在本族做為基本信仰的祖靈信仰和「蛇神／龍神崇拜」皆為敬重祭祀的對象。 
傳統魯凱族人將超自然現象分為五類：
1. pupulen或yapulen，意為精靈；
2. pulen，是神靈之意；
3. aililingane，普遍存在於荒野中某處，會對人作祟招禍致病；
4. galare或walakac，是指意外而於聚落外亡故者的靈魂；|
5. 祖靈，泛指人死去之後的靈魂。族人相信死後靈魂不滅，對之心存敬畏，但並無一類特定的稱呼。[16][17]:146

#### 歐布諾伙族
- 萬山勇士祭/祖靈祭

早期萬山部落男士，以狩獵及防禦敵人來擊、保護部落安危為主，故經常在聚會所聊天或談論部落事務。當聚會時，總免不了一邊談論一邊飲酒，在酒酣耳熱之際，便開始一一起來舞蹈，前進、後退、蹲下、跳躍等邊跳邊唱歌，將戰場上及獵場上各式技巧以歌舞展示。之後，為激起戰鬥力及不畏精神，男士們只要去狩獵或爭戰，出發前都必須要跳「勇士舞」。漸漸的「勇士舞」成為魯凱男子「力與美」的最佳寫照及至高榮譽。

#### 德樂日卡族
- 茂林祈雨祭

它是發生在茂林部落的鄭家（Kaborna）祖先”Alras”的故事。 
每年的四、五月，天氣悶熱又久不下雨，居民所種植的農作物全部乾枯而死，這個時候部落耆老請王家（Kavenga）祖先”Cacmake”爬到樹上呼喊，向部落耆老們立即到頭目家開會，針對久旱不雨造成農作物枯萎的情形進行討論。討論結果是要實施祈雨儀式，因此立刻通知部落，今天不要上山或到田裡砍樹、除草或燒火等。
第二天，部落指派大約三到五個青壯年前往茂林農會現址右前方200公尺處的茄冬樹，那裡就是部落引水的源頭。他們找了非常粗的爬藤，編製成鞦韆的繩子。到了深夜，鄭家大門、窗戶全都打開，鄭家祖先Alras在沒有人知道的情形下，獨自靜悄悄地來到茄苳樹下的鞦韆，他在那裡盪著鞦韆，手中拿著盆子，盆子裡面裝滿了水及茄冬樹樹葉，他拿起霑著水的葉子，不停地往前丟，口中並唸唸有詞，向祖靈祈求著希望能降下甘霖。
隔天早晨，王家祖先Cacmake又到樹上呼喊，請大家到濁口溪河流撈魚、戲水，就在大家開心地玩水的時候，祖靈終於顯靈，降下了大雨，頓時部落居民非常高興，帶著裝滿了漁獲的袋子回家的同時，小米、芋頭、地瓜、南瓜……等作物也因為吸收了雨水而茁壯，豐收的盼望不禁大家喜上眉梢，期待著作物豐收的日子來到。

#### 古納達望族
- 多納黑米祭(Tapakadrawane)

相傳是一名婦女為了要種黑小米，只得任孩子在田邊哭泣，無暇照顧。有一次婦人的孩子哭得非常傷心，但一會兒，哭聲卻突然消失，當婦人忙完時，卻發現孩子不見了。遍尋不著後，只得傷心地請族人協助尋找，但始終沒有結果。
當大家都認為孩子再也找不到之際，沒想到一日夜裡這名婦女夢見水神告訴她說，由於不忍婦女忙著耕種，因此要替她代為照顧孩子，待長大後再送回來。但條件是婦女要將其所收成的部份黑米，用來祭祀水神。這樣祭祀的情形持續了十幾年，而孩子也果不其然地長成英俊挺拔的勇士，回到村中幫助族人做許多的事。從最早期感謝水神協助婦女照顧孩子，慢慢地演化成為感謝神靈庇祐作物可避免蟲害及惡靈詛咒，更進一步確保作物豐收的祭典，這就是黑米祭的由來。

### 北鄒族
鄒族的宗教信仰屬於超自然的多神祇信仰，擁有較完整地神靈體系(神系)的雛形，因此延伸出本身獨有的宇宙創造、神靈階級和制度。鄒族相信宇宙間有許多神靈，他們擁有掌控世間一切的能力。

## 泛神信仰

### 南鄒族

#### 拉阿魯哇族
拉阿魯哇族的主要信仰可分為生靈、物靈及自然神，此三大類。
一、生靈：拉阿魯哇族人相信多靈魂，把生人的靈魂稱為Tiilharaβai，死人的靈魂稱為'Ilhitso。生人的靈魂又可分為身體靈和游離靈：身體靈有兩個，在右肩者為善靈，稱Tiilharaval maβatsan；在左肩者為惡靈，稱Tiilharaβai takorijats。游離靈只有一個Tiiharavai muasaasela，住所不定，能自由徘徊在身體之外，會使人在夜晚做夢，或是生病。而離開身體的生靈變成為死靈，如果是善靈有保衛疆土和守護子孫平安繁榮的功能。
二、物靈：拉阿魯哇族相信許多自然物都有靈性，有些還是本族的守護神(如：十二貝神)。
三、自然神祇：拉阿魯哇族相信神祇也有善惡之分。善神是天地日月萬物的創造者，也是統治人類的神。惡神有Tama-kapatu、pia-loβotso等。Tama-kapatu是住在水中或是斷崖絕壁的地方，補食人類靈魂。而Pia-loβotso不清楚是人類還是'Ilhieso，會捕捉女子裝在布袋裡抬走。

#### 卡那卡那富族
卡那卡那富族認為神靈可分為神祇與靈，神祇是世界的主宰，常在天上調節自然運行，賞罰人類行為，然為分層下達，則交司理神權審人類，所以神祇概念含有天神、祖先神、自然神與司理神，因此卡那卡那富人統稱神祇與祖先為Tamo，認為祖先神會於司理神中，以司理神型態而存在。
自然神可分為山神與河神，主要為山川等自然萬物的管理；另外司理神則分為司命神與護食神，前者掌人類生孕育成，祖先神即會於此，後者再分獵神、農神、小米神，掌理狩獵、農成。
靈，可分為生靈(Tinaravai)與死靈('Ucu)，生靈有善惡二分，分在人的右肩及頭部，控人類行為惡善；死靈也可分祖靈及泛靈崇拜，相信族人死後，死靈皆赴祖先神聚居地，對異族殲首之靈則以泛靈崇拜，對精靈較無明確觀念。

### 西拉雅族
台灣西拉雅族在傳教士或漢人等外來者來到之前所建構的神話體系。
17世紀，荷蘭籍宣教師甘治士（George Candidus）和蘇格蘭籍東印度公司職員大衛·萊特（David Wright）記錄過西拉雅族的宗教信仰，大衛·萊特的記錄中提到十三位神祇的名字。
有關神祇的名字方面，荷蘭文版和英文版有些許出入，由於英文版的名字有所重疊，顯然是抄寫之時有所失誤所致，因此以下名字是以荷蘭文版為標準。共有十三位神祇，順序如下：
- Tamagisangang（塔馬吉山崗）：最主要的神祇，居於天空西方。
- Takaraenpada（塔卡琅帕達）：Tamagisangang之妻，居於天空東方。

這兩位是西拉雅族宗教最有力的神祇，村民如果沒有盡到崇敬祂們的義務，將會遭致疫病流行、乾旱，甚至村舍因戰爭而荒廢的命運。
- Tamagisangak（塔碼吉山嘉）：居於天空南方，讓人長得好看，也掌管雨水。
- Teckarupada（帖卡露帕達）：Tamagisangak之妻，掌管穀物和田間蔬果、人類的生命，婦女奉獻種子和植物給這位神祇；如果東方的天空響雷，西拉雅人說，那是她在斥責丈夫為何不降雨，而她的丈夫就會聽話降下足夠的雨水。
- Tagittelaegh（塔吉鐵拉）：掌管疾病之神，病患必須向祂祈求其病的醫治。
- Tagisikel（塔吉熙克）：Tagittelaegh之妻，掌管疾病之神，病患必須向祂祈求其病的醫治。
- Tiwarakahoeloe（提瓦拉卡呼魯）：掌管狩獵之神，出獵前必須向祂祈求。
- Tamakakamak（塔碼卡卡瑪）：掌管狩獵之神，出獵前必須向祂祈求。
- Tapaliape（塔帕犁沛）：戰爭之神，大多由男性崇拜，在出發作戰以前，必須先向祂祈求戰事順利並獲得勝利。
- Tatawoeli（塔塔巫里）：戰爭之神，大多由男性崇拜，在出發作戰以前，必須先向祂祈求戰事順利並獲得勝利。
- Takarye（塔卡萊）：掌管年度七次祭典之神。
- Tamakading（塔碼卡汀）：掌管年度七次祭典之神。
- Farihhe Fikarigo Gougosey（法理海‧費卡里句‧昊勾希）：居於天空北方，根據西拉雅人的說法是個惡神，原本住在新港社，個性頑固臉上鼻子極長，因而受到社民的訕笑。在不堪恥笑的情況下，他祈求天上的神明引他上天，後其祈禱獲得神明的應允；經過一段時間之後降臨人間，帶來二十七條誡命，警告村民假若不遵守這些誡命，將會遭致嚴厲的懲罰。

從上述可以瞭解，西拉雅人並沒有絕對神的概念，而由他們的十三位神明所掌管的事務可以推斷，17世紀西拉雅人的宗教信仰是當時生活方式的反射。農業神明大部分由女性崇祀，而戰事的神明則是由男性崇拜，這和西拉雅社會女性從事農業、男性從事狩獵和作戰的社會結構相對應。
較特別的是住在北方之神，他原本是人，因長相奇異受到村民的排斥，被神明提上天成為神，後來降臨，成為頒布誡命的神祇；這代表兩層意義，首先是17世紀西拉雅族信仰的神明數目有可能增加。換句話說，他們的「神籍」是在擴充當中，這點和漢人的信仰崇拜類似；其次，則是西拉雅的宗教信仰沒有「慈悲」、「救贖」或「恩典」的概念，也沒有道德和倫理上的要求，只有相當強烈的「禁忌」或「懲罰」的概念。

### 巴宰-噶哈巫族
巴宰族與噶哈巫族擁有共同的宗教信仰，其宗教觀念與多數臺灣原住民相同，都屬於泛靈信仰。有掌管整個宇宙世界的神，並認為山有山神，也有水神，對大自然保有一切的敬畏，延伸出許多禁忌與規範:18。

## 精靈信仰

### 布農族

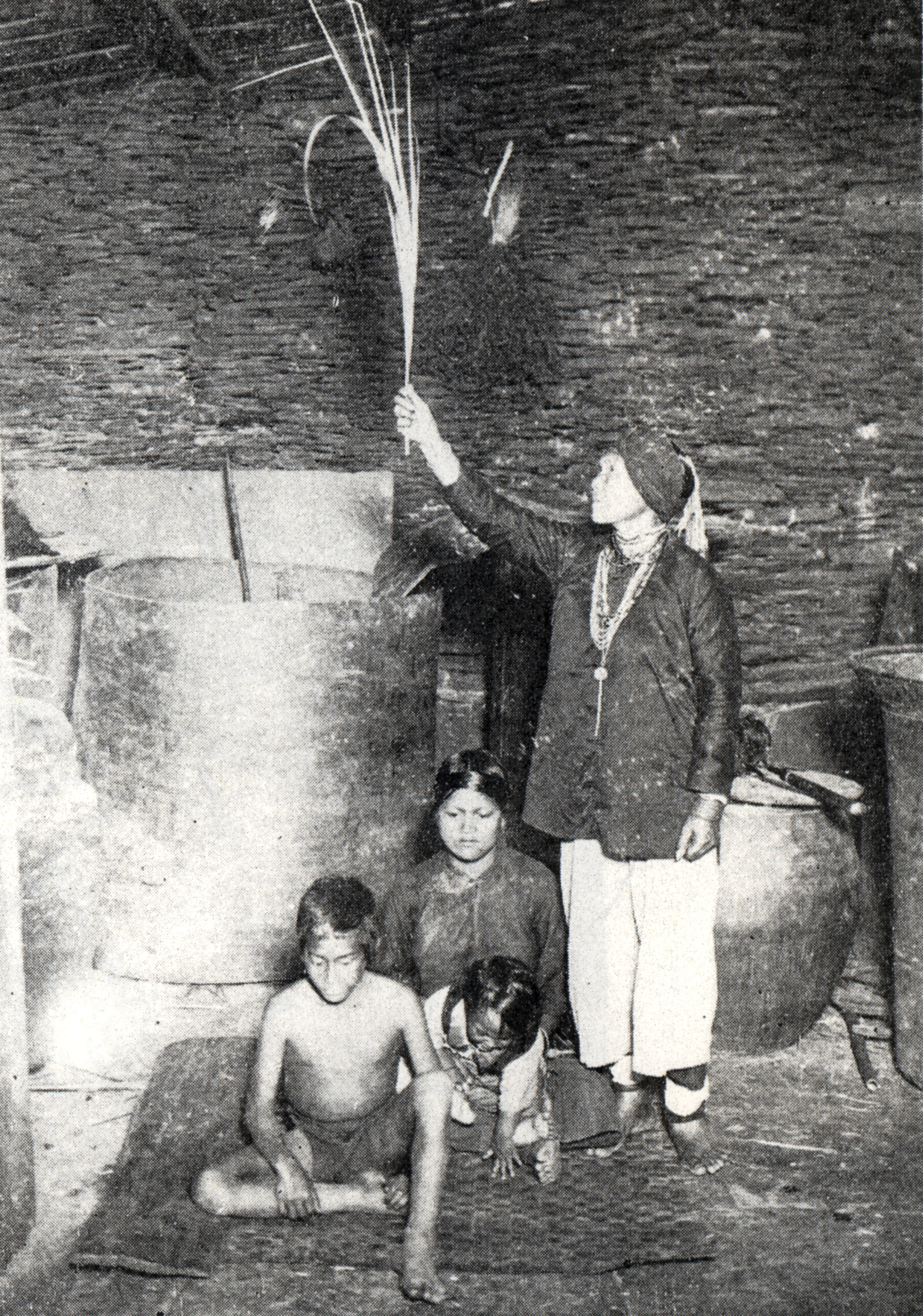
布農族加年端社祭祀

布農族的傳統信仰是天神信仰/精靈信仰，他們把神靈分為「利加甯」（Dehanin/Dihanin/Diakanin）和“哈尼圖”（Qanido/Hanito/Qanitu）；而在哈尼圖（精靈）的概念裡面，並不會有神、鬼、靈魂的區別。並且布農族的宇宙觀，異於臺灣本島的其他原住民族群，布農族人堅信宇宙分為天界（Skyworld）、塵世（World）、陰間（Underworld）此“三界（Regions）”。而人類在死亡後既不會前往天界，也不會到達陰間，而是逗留在塵世的『鬼域』中徘徊。善靈則居住於『鬼域』的Masihalan-tu-asang，而惡靈則前往“鬼域”中的Maliklan。
- 利加甯代表天或天體、氣候等天上各種特殊能力的統稱，除了在災難時舉行的祭典外，平常族人並不會對它特別在意

- 哈尼圖是存在於自然之中，各種動物、植物、石頭、土地等地上的靈魂，它才是族人日常祭祀的對象[25]。

此外，布農族文化中是否有神祇，學界中存有不同的爭論。學者馬淵東一主張，布農族不存在掌管農作物的神，而是通過巫術直接與農作物進行溝通，並反覆進行儀式及遵守禁忌，以保證能夠獲得豐收；另一學者何廷瑞則主張，布農族祭師施行巫術時，祈禱詞中經常會有祈求豐收、家社平安、人畜繁榮等用語，表示布農族信仰當中應有「創造神」的概念。

#### 達谷布亞努族（布農族蘭社群）
- 「詛咒傳說」：關於達谷布亞努族的詛咒傳說，基本可分為五大類與一小類。
  - 神樹：芒果樹

### 噶瑪蘭族
噶瑪蘭族的傳統宗教屬於精靈信仰及祖靈信仰所混合，擁有神靈、祖靈、精靈、鬼以及惡靈的區分，並將人體的病痛歸因於惡靈作祟，必須透過舉行儀式來驅趕。
噶瑪蘭人的宇宙觀僅有人界及自然界的存在，天界、靈界、海界則為自然界的一部分，而天界則有天宮、海界則有龍宮。
在噶瑪蘭人的靈魂觀裡，足可改變人類的力量主要來自三類靈魂（Taurus）：
- 善靈：包括神靈Matalel、祖神Tazusao、祖靈Anita，是一種無所不在的靈魂，噶瑪蘭人相信透過祭儀、祈禱，此類靈魂能夠在冥冥之中保佑族人，但也會對犯錯之人施予懲罰。族人相信人的一生無時無刻不受此類「靈」的監護，所以要謹守祖先的規範，表現在新年祭祖Paliling、祭拜亡魂Batohogan、女巫治病Kisaiiz、女巫祈禱Bakalavi等生活祭儀中。
- 惡靈：惡靈則包括惡靈T?n?llan、鬼Kuit，是一種由不好之人或外族人的靈魂所變成，存在於生活事物之間，具有使人生病、致人於死的力量，也是無所不在的靈魂，主要表現在成人治病Bagan、小孩治病Midahau等禳祀儀式中。
- 自然靈：也叫做精靈。包括了山神（山精靈）Saluman、獵物神、各種自然精靈等，是一種由自然萬物所幻化的靈魂，有固定的所在，只要族人不進入該處即可避免危害，此類靈魂也不會主動找上人類，噶瑪蘭人在野外狩獵、山田耕作、下海捕魚、吃新米、農業祭祀時即會祭祀此類靈魂[27]。

## 圖騰信仰

### 賽夏族

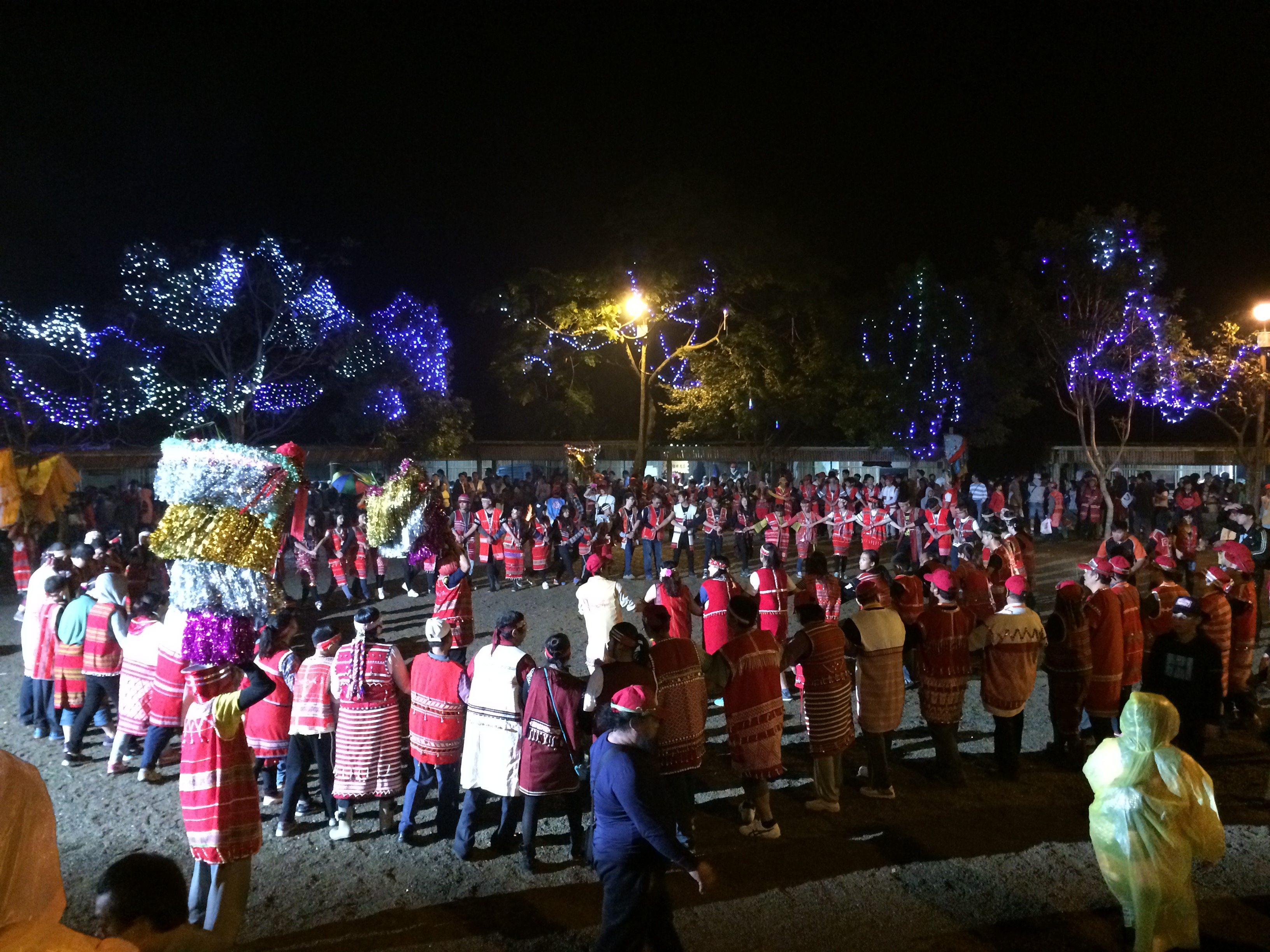
巴斯達隘

賽夏族擁有超自然神祇的信仰，並且擁有獨特的圖騰崇拜，此外還有以祖靈及矮靈為祭祀的祖靈信仰最重要。
賽夏五福龍神宮位於臺灣苗栗縣頭份市興隆里，供奉著賽夏族的神明。

## 祖靈信仰

### 邵族
邵族的宗教信仰與其餘的臺灣原住民宗教信仰有所不同，是個純粹以祖靈信仰為核心的族群，並將祖靈籃作為祖靈的居所。

### 大武壠族
大武壠族祖靈信仰裡，稱其最高祖靈為「太祖」（大武壠語：Kuva、Anag、Anang、Hukun、Hagan），又稱「番太祖」或「Kuba 祖」，與西拉雅族的阿立祖有相似之處，但他們不認為太祖存在於祀壺，而是存在於公廨。

### 馬卡道族
平埔原住民族群與漢族接觸以後，宗教信仰受到漢族文化的強勢影響，開始出現一些原漢共祀的神靈；另一方面，他們也藉由漢族神明的掩飾，來祭祀自己的祖靈，以避免受到漢人的歧視。
 神話傳說 
```
   彼等深信靈魂不滅，此信仰使彼等於人死後，在高地築入口處插有綠樹或旗之小屋之風。置一盛有清水之壼與汲水之茶杯。
   此為從一切污穢中清除靈魂之目的。此行事，由所有之人採行之。除非老人或頭腦清晰者之外，能向我說明其原因，或解釋靈魂不滅觀念者，百人中不得一人。此為古來之傳說，凡在世未有良善生涯者，死後必捽落充滿污穢而痛苦不堪之深淵；相反若在世有良善生涯者，死後必赴幸福豐饒之國。赴此地有深淵，靈魂必渡過橋始能入幸福之國。此為賢者所持之意見。
   又云未有良善生涯者，亦須同渡此橋，是時該橋將轉落惡人之靈，使其陷落奈何之底。
                                                                                                              
甘迪紐斯
 《
台灣島要略
》
```

- Naiias：至上神，與排灣族的『Nakmaji 』、阿美族的『比盧加勞（Nauma si）』相同[31]。
- 老祖（Abubu）：馬卡道族的祖靈信仰，參見上述「阿立祖」。

- 尪公祖：高雄縣彌陀鄉元番社的老祖信仰[32]:600-601。
  - 豬頭顎：做叩
  - 瓠硓顎：守財之神
  - 甕顎
- 洪公祖：苗栗後龍鎮海寶里保安宮[33]:120。
- 翁公祖：苗栗後龍鎮埔頂里上帝宮[34]:6-15。
- 娘媽：高雄縣田寮鄉新港社的老祖信仰。
- 甕公祖：高雄燕巢鄉太祖公廟
- 麻崙祖：下淡水社（原麻里麻崙社）的老祖信仰。
- 阿姆（A mu）：也稱為尪姨七姐妹，屏東縣高樹鄉泰山村加蚋埔的老祖信仰。
- 仙姑祖：屏東縣萬巒鄉新厝村加匏朗的老祖信仰。
- 五穀先帝：即神農大帝，屏東縣內埔鄉老埤村的老祖信仰。
- 針四娘：放索社尪姨的神格化，供奉於南州鄉南安村北朝宮。

- 地基主：漢人祭祀地方上最早開拓的開基祖，亦即平埔原住民族群的祖靈。
- 雨王
- 木神
- 祖靈石

### 凱達格蘭語群

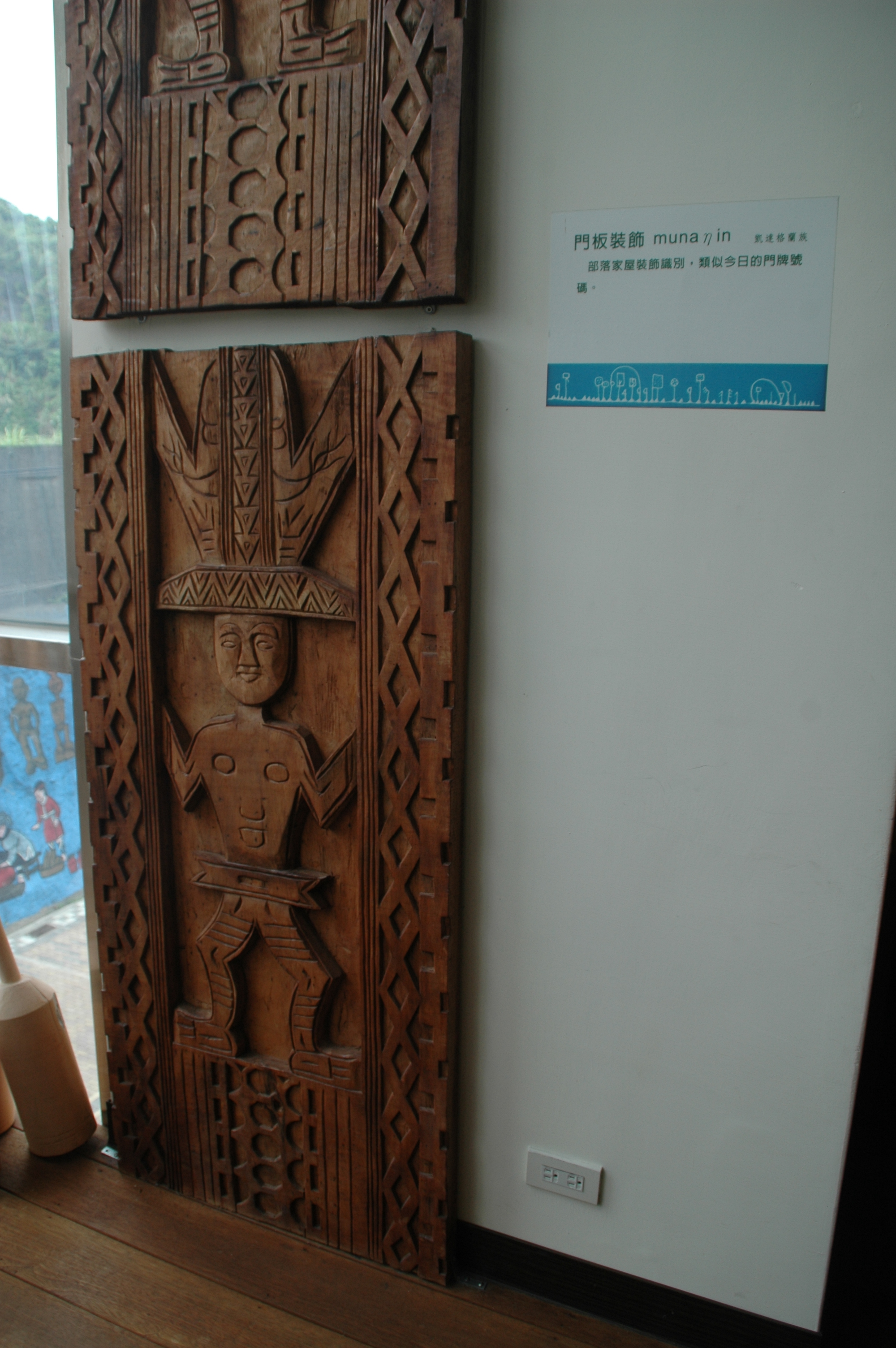
巴賽族木雕板

凱達格蘭語群，是指著講凱達格蘭語及支系語言的族群，含巴賽族、雷朗族、哆囉美遠族等族群，其宗教信仰與神話傳說已隨漢化因素而己近不存，現今僅可從相關文獻取得資料。但除了哆囉美遠族因與噶瑪蘭族混居而同化外，凱達格蘭語群的原始信仰據學者的推測基本為泛靈信仰。

#### 巴賽族、雷朗族
此二支族的信仰基本相似。

#### 哆囉美遠族
哆囉美遠族的噶瑪蘭化。

## 其他或未確認的信仰體系

#### 龜崙族
龜崙族並不相信任何神靈或者是精靈的存在，但認為人死後的靈魂(祖靈)會依附在任何的事物上並對活人產生影響。
在其宇宙觀上認為世界與萬物是自然生成，而非由某種存在所創造，且世界擁有盡頭。
另外西拉雅族內也有類似的信仰體系。
人類學家土田滋認為龜崙族是賽夏族傳說中矮靈的原型。
- 空間信仰：
  - 三片石：一種ㄇ型的空間信仰[35]:06。
  - 空公廨：一種口型的空間信仰。

- 祖靈樹信仰：象徵初始的三種樹木，因此不得砍伐。
  - 榕樹
  - 竹
  - 茄苳樹

- 石頭信仰：
  - 長圓石
  - 非圓石

- 骨骸信仰：
  - 萬應：枉死及惡死之人所埋骨之地。

### 和安雅族
- 洪安雅族祖靈樹
- 福社宮

### 道卡斯族

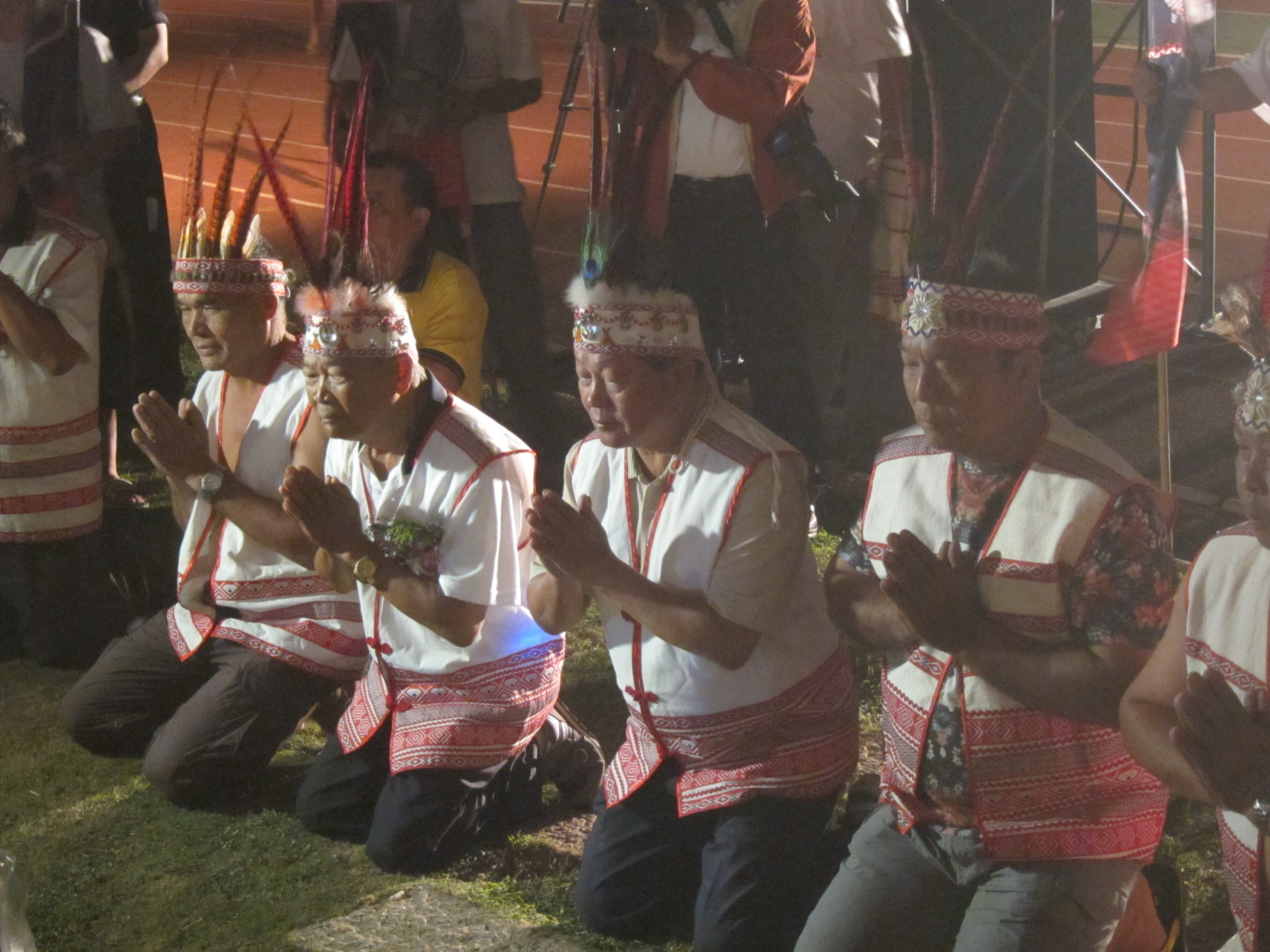
牽田祭

道卡斯族屬於祖靈祭旗信仰以及生殖器崇拜信仰:46。
- 祖先-索羅（Baki’soro）
- 牽田祭
- 祭祖
- 祈雨祭（Patai）
- 烏鬼仔
- 苗栗山邊庄照府王爺：關於此神尊的起源有三種說法，一、由平埔族原住民-道卡斯的鳥神修煉而成；二、原為令旗，後被塑造金身；三、本名『照天君』。

### 猴猴族
- 月神（Ku-lan）

- 月球陰影的傳說:

有個6歲的孩子被泰雅族砍頭（另有一說，是一位66歲名叫“A-pi Lu-kit”的年老婦人），於是這個少年就此消逝。他的雙親就請求月亮（Ku-lan）降下來帶走這個沒有頭的孩子的衣服，於是他們都飛上天成為神仙，全天下的人都能夠看到並了解他們的煩惱。

## 外部連結
- 臺灣原住民族資訊資源網 （页面存档备份，存于）
- 臺灣原住民族資訊資源網 （页面存档备份，存于）
- 臺灣原住民族歷史語言文化大辭典 （页面存档备份，存于）
- 臺灣原住民族數位典藏知識入口網 （页面存档备份，存于）
- 臺灣原住民中心 （页面存档备份，存于）
- 原住民族環境知識匯聚平台 （页面存档备份，存于）
- 歡迎光臨福爾摩沙各國語文討論區 （页面存档备份，存于）
- 賽德克文化數位學習網